# Sangān
Sangān (persiska: Sangūn-e Pā’īn, Sangān Pā’īn, سنگان, Sangān-e Pā’īn, Sangūn-i-Pāīn) är en ort i Iran.   Den ligger i provinsen Khorasan, i den östra delen av landet, 800 km öster om huvudstaden Teheran. Sangān ligger 867 meter över havet och antalet invånare är 8 718.
Terrängen runt Sangān är lite kuperad. Runt Sangān är det glesbefolkat, med 13 invånare per kvadratkilometer. Sangān är det största samhället i trakten. Trakten runt Sangān är ofruktbar med lite eller ingen växtlighet.